# Вокил (нос)
Вижте пояснителната страница за други значения на Вокил.
Носът Вокил (на английски: Vokil Point) е морски нос на югозападния бряг на остров Сноу, вдаващ се 300 м в протока Бойд. Разположен 1.9 км на юг-югозапад от нос Естеверена и 2.07 км северно от нос Мънро. Районът е посещаван от ловци на тюлени през 19 век.
Координатите му са: 62°47′33″ ю. ш. 61°31′10″ з. д. / 62.7925° ю. ш. 61.519444° з. д..
Наименуван е на българската владетелска династия Вокил (8 век). Името е официално дадено на 23 ноември 2009 г.
Българско картографиране от 2009 г. и от 2010 г.

## Карти
- Л. Иванов. Антарктика: Остров Ливингстън и острови Гринуич, Робърт, Сноу и Смит. Топографска карта в мащаб 1:120000. Троян: Фондация Манфред Вьорнер, 2009. ISBN 978-954-92032-4-0